# Гай Пакций Африкан
Гай Пакций Африкан (лат. Gaius Paccius Africanus) — политический деятель эпохи ранней Римской империи.
О происхождении Африкана нет никаких сведений. С июля по август 66 года он занимал должность консула-суффекта вместе с Марком Аннием Африном. В 70 году Африкан был изгнан из сената по обвинению, что он донес императору Нерону на братьев Публия Сульпиция Скрибония Прокула и Публия Скрибония Сульпиция Руфа, занимавших должности наместников, соответственно Нижней и Верхней Германии. В результате они были вызваны в 66 году в Ахайю, где Нерон, желавший завладеть их богатствами, приказал покончить им жизнь самоубийством.
В 77/78 году Гай находился на посту проконсула провинции Африка.